# Daikōzen-ji
 (juillet 2019).
Le Daikōzen-ji (大興善寺) est un temple bouddhiste Tendai situé dans le bourg de Kiyama, préfecture de Saga au Japon. Son préfixe honorifique sangō est komatsuzan (小松山).

## Histoire
Daikōzen-ji est fondé à l'époque de Nara par Gyōki en 717. Le temple disparait en 835, cependant, il est restauré par Ennin en 847.
Vers 1530 à l'ère Kyōroku, le temple est brûlé dans le feu causé par la guerre. En 1542, cependant, le bâtiment principal est reconstruit par Tsukushi Korekado (ja) qui domine alors la région.
Pendant l'époque d'Edo, Kiyama devient une partie de la province de Tsushima et Sō Yoshinari (ja), le seigneur féodal du domaine de Tsushima aide à reconstruire le temple en 1624.

## La statue de Kannon aux onze visages
On dit de la statue de Kannon aux onze visages (déesse de la Miséricorde) qu'elle a été sculptée par un prêtre appelé Gyōki. Comme un « Bouddha caché », elle est cachée et ne peut être vue que pendant l'année du cheval, tous les 12 ans.

## Le jardin
Le Chigiri-en (契園), dans la cour arrière du bâtiment principal, est un jardin botanique forestier situé au pied du mont Chigiri, à la frontière entre Chikushino dans la préfecture de Fukuoka et Kiyama dans la préfecture de Saga.
À la fin du mois d'avril et au début de mai, environ 50 000 azalées y sont en fleurs.

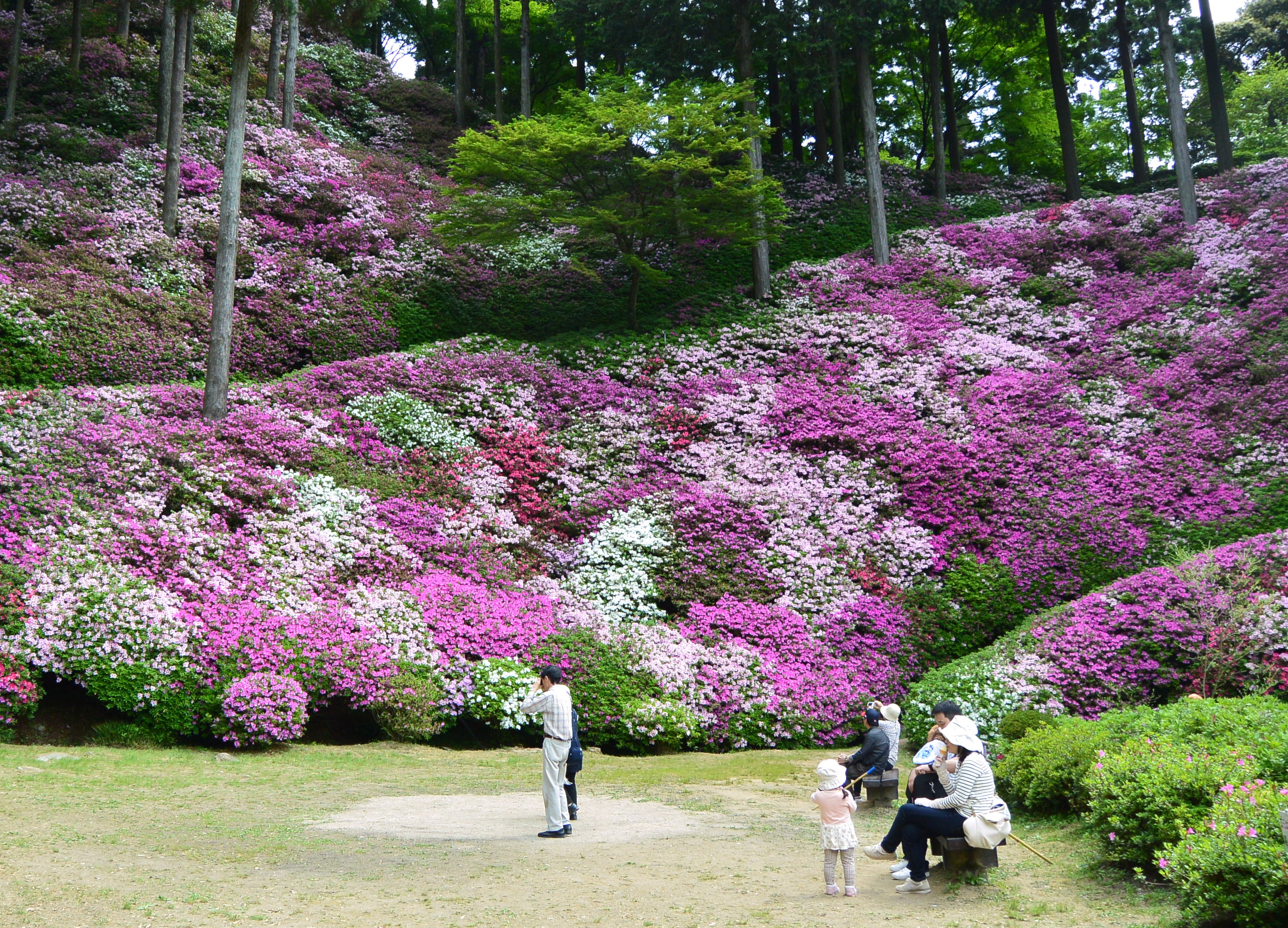
Le jardin d'azalée
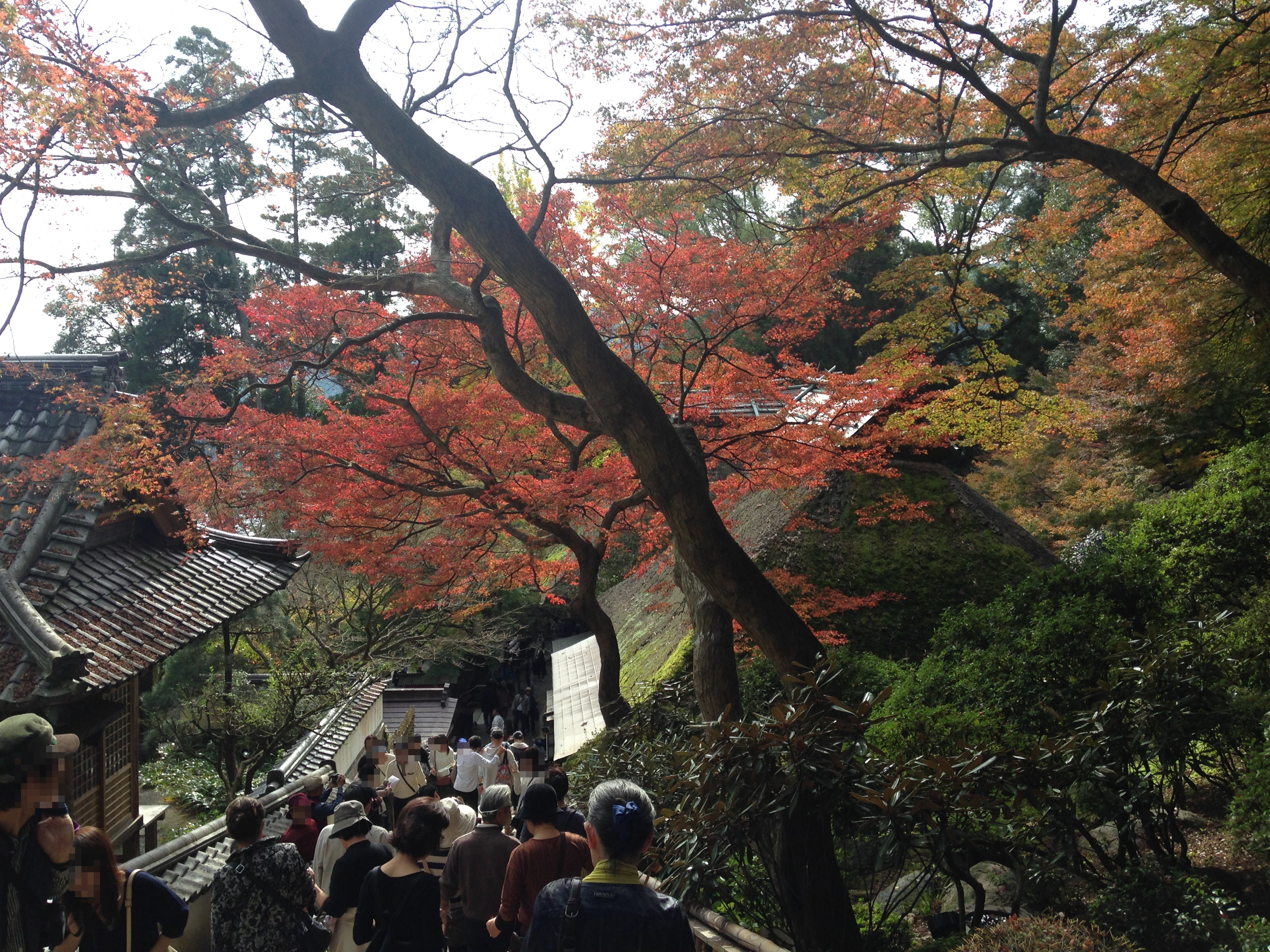
Des feuilles d'érable de Daikōzen-ji